# Colocleora clarivenata
Colocleora clarivenata är en fjärilsart som beskrevs av Louis Beethoven Prout 1918. Colocleora clarivenata ingår i släktet Colocleora och familjen mätare. Inga underarter finns listade i Catalogue of Life.